# 根がかり
根がかり（ねがかり）とは、釣りにおいて釣り針やルアーが水底の岩、根株、サンゴなどの障害物に引っかかってしまうこと。
無理に外そうとすると、余計に外れなくなるばかりか、釣り竿が折れる場合もある。
根がかりを起こすと、大抵の場合ルアーや釣り糸を水中に残してしまうため、残された糸や仕掛けが原因で更なる根がかりが誘発されることや、環境への悪影響の懸念から、根がかりしないよう場所にあったルアーや仕掛けを使うこと、根がかりしないようなルアーの引き方、仕掛けの回収を行うなど、根がかりしないよう留意すること、また、万が一根がかってしまった場合のために、根がかりを外す技術の習得や時間が経つと溶けてなくなる釣り糸の使用、鉛の代わりに真鍮やタングステンでできたの重しの使用、針の返しを潰すなどの対処が必要である。
あまり普及していないが、根がかりしてしまったルアーを救出する道具も存在する。